# Galium tanganyikense
Galium tanganyikense är en måreväxtart som beskrevs av Friedrich Ehrendorfer och Bernard Verdcourt. Galium tanganyikense ingår i släktet måror, och familjen måreväxter.
Artens utbredningsområde är Tanzania. Inga underarter finns listade i Catalogue of Life.